# ورود آقايان ممنوع
ورودِ آقایان ممنوع (بالعربية: دخول الرجال ممنوع)، هو فيلم سينمائي إيراني صدر عام 1390 هـ.ش. الموافق 2011 م من تأليف پيمان قاسم‌خاني وإخراج رامبد جوان وبطولة رضا عطاران وویشکا آسایش وپگاه آهنگرانی ومانی حقیقی وبهاره رهنما وزهره حمیدی وفلامک جنیدی وعلی صادقی وستاره پسیانی وحدیث میرامینی ومهرناز بیات وسیاوش چراغی پور وکتایون امیرابراهیمی وپری‌ناز ایزدیار. یتحدث الفيلم عن فتيات في مدرسة فتيات يُردن أن يوقعن مديرتهن المتشددة في شباك الحب.

## شباك التذاكر
في 2 تیر 1390 حصد الفلم 320 مليون تومان في طهران و150 مليون تومان في بقية الدولة.
ووصلت مبيعات الفلم في كل إيران لعام 1390 لـ 5 مليارات و100 مليون تومان؛ من 3 مليارات و27 مليون من سينمات طهران.

## روابط خارجية
- ورود آقايان ممنوع على موقع IMDb (الإنجليزية)
- ورود آقايان ممنوع على موقع قاعدة بيانات الفيلم (الإنجليزية)
- ورود آقايان ممنوع على موقع ليتربوكسد (الإنجليزية)
- ورود آقايان ممنوع على موقع كينوبويسك (الروسية)